# Даньковское сельское поселение
Даньковское сельское поселение — упразднённое муниципальное образование в составе Починковского района Смоленской области России.
Административный центр — деревня Даньково.
Образовано Законом Смоленской области от 28 декабря 2004 года. Упразднено Законом Смоленской области от 20 декабря 2018 года с включением к 1 января 2019 года всех входивших в его состав населённых пунктов в Шаталовское сельское поселение.

## Географические данные
- Общая площадь: 93,03 км²
- Расположение: западная часть Починковского района
- Граничило:
  - на севере — с Прудковским сельским поселением
  - на востоке — Ленинским сельским поселением
  - на юге — с Шаталовским сельским поселением
  - на юго-западе — с Хиславичским районом
  - на северо-западе — с Княжинским сельским поселением
- Крупные реки: Сож, Хмара, Свеча.
- По территории поселения проходит автомобильная дорога А141 Орёл — Витебск.
- По территории поселения проходит железная дорога Смоленск — Рославль, станций нет.

## Население
| 2011  | 2012  | 2013  | 2014  | 2015  | 2016  | 2017  |
| ----- | ----- | ----- | ----- | ----- | ----- | ----- |
| 1100  | ↗1131 | ↘1102 | ↗1112 | ↗1122 | ↗1150 | ↘1125 |
| 2018  | 2019  |       |       |       |       |       |
| ↘1110 | ↘1077 |       |       |       |       |       |

## Населённые пункты
На территории поселения находилось 11 населённых пунктов.
- Даньково, деревня
- Базылевка, деревня
- Зимницы, деревня
- Казаринка, деревня
- Киселевка, деревня
- Костинское, деревня
- Липки, деревня
- Свалы, деревня
- Слобода, деревня
- Хицовка, деревня
- Цыгановка, деревня

## Экономика
Сельхозпредприятия, магазины, хлебопекарня.